# Net-juu no Susume
Recovery of an MMO Junkie (ネト充のススメ, Net-juu no Susume) é um mangá japonês feita pela Rin Kokuyō lançada como um webtoon no aplicativo Comico. Um anime produzido pela Signal.MD e dirigido pelo Kazuyoshi Yaginuma foi transmitido no Japão de outubro a dezembro de 2017.

## Sinopse

### Enredo
Morioka Moriko (♀), 30 anos de idade, solteira e NEET. Em busca de uma vida mais recompensadora, Morioka Moriko se tornou uma NEET completa e, em suas viagens pela rede, foi parar em um jogo online. No mundo desse jogo online, Moriko começa sua nova vida como Hayashi, um jovial e belo rapaz de cabelos sedosos. Infelizmente, ela é uma verdadeira noob e morre várias vezes até que uma adorável garota chamada Lily decide lhe ajudar. Enquanto isso, na vida real, ela se choca ao conhecer um misterioso assalariado loiro de olhos azuis chamado Sakurai Yuta. O que será da vida online de Moriko?

## Personagens
- Moriko Morioka (盛岡森子, Morioka Moriko)/Hayashi (林)

Voz de: Mamiko Noto. (Morioka)/Ryōta Suzuki (Hayashi)/Akiho Kumahara (Yūki e Molly)
Dublado por: Priscila Franco e Andressa Andreatto (Brasil);(Morioka)/Fábio Lucindo (Hayashi)/Bianca Alencar (Yūki)/Priscila Franco (Molly)
Uma mulher solteira de 30 anos desempregada e jogadora do personagem Hayashi. Ela largou seu emprego corporativo por estar desiludida com o mundo real e começou a jogar MMORPGs sem parar como uma forma de encontrar um significado para sua vida. No jogo Fruits de Mer seu avatar é do Hayashi. Ela jogava com personagens SD e seu avatar anterior era da Yūki. Depois de sair da corporação onde ela trabalhava, ela experimentou jogar usando o personagem Hayashi e também conseguiu fazer amigos e também conheceu uma personagem que julgava ser fofa chamada Lily. Contudo, existia a possibilidade dela ser reconhecida e ela criou outro avatar chamada Molly. Depois de se deparar com outro personagem chamado Hearts, isso fez Morioka voltar no tempo em que jogava com esse mesmo personagem com esse nome. Na vida real ela teve um caso com Sakurai. Morioka teve que mudar seu visual para não ter que deixar uma má impressão. Graças a Koiwai, antigo colega na corporação onde trabalhou Morioka e colega de serviço de Sakurai, Morioka conseguiu aceitar ela mesma e também se aproximou de Sakurai já namorando.
- Yuta Sakurai (桜井優太, Sakurai Yuta)/Lily (リリィ, Riryi)

Voz de: Takahiro Sakurai. (Sakurai)/Reina Ueda (Lily)/Yūko Yamazaki (Hearts)
Dublado por: Michel Di Fiori (Brasil);(Sakurai)/Michelle Giudice (Lily)/Gabriel Martins (Hearts)
Um jovem empresário e jogador da personagem Lily. Ele é meio britânico e um funcionário de elite em sua empresa comercial. Fora do trabalho, ele é socialmente desajeitado e tímido. No jogo de SD seu avatar era do Hearts e jogava com uma personagem chamada Yūki. Como ela não tem aparecido muito ele tentou o Fruits de Mer e ele usa o avatar da Lily e também acaba conhecendo Hayashi. No mundo real ele acaba conhecendo Morioka, num, momento não muito bom. Depois de Morioka mudar sua fisionomia, Sakurai acaba se encantando por Morioka. Através de um empurrão de seu colega de trabalho Koiwai ele consegue se aproximar de Morioka se tornando próximo dela.
- Kazuomi Fujimoto (藤本和臣,, Fujimoto Kazuomi)/Kanbe (カンベ)

Voz de: Takuma Terashima (Fujimoto)/Yūichi Nakamura (Kanbe)
Dublado por: Felipe Zilse (Fujimoto)/Yuri Chesman (Kanbe)
Fujimoto é funcionário na loja de conveniência e atende Morioka e Sakurai. Seu personagem no jogo "Fruits de Mer", é o do Kanbe. Ele é líder da guilda chamada Home Party. Ele foi o único a perceber que Morioka estava usando o Hayashi como seu avatar.
- Homare Koiwai (小岩井誉, Koiwai Homare)/Harumi (はるみ)

Voz de: Tomoaki Maeno (Koiwai e Harumi)
Dublado por: Caio Guarnieri (Koiwai e Harumi)
Koiwai foi um antigo colega da corporação de Morioka de onde ela saia desanimada. Ele agora trabalha com Sakurai, mas também se depara com ela. No jogo Fruits de Mer, ele usa o avatar Harumi, uma mulher alta e musculosa. Ele usa a voz grave no jogo. Ele também foi aquele que fez com que Morioka e Sakurai ficassem próximos, a ponto dos dois namorarem.

### Mangá
Recovery of an MMO Junkie foi uma obra escrita e ilustrada por Rin Kokuyō e foi serializada no aplicativo Comico, pertencente ao grupo Media Factory, de outubro de 2013 a junho de 2015, ao todo foram compilados 87 capítulos em dois volumes tankōbon. Devido a problemas de saúde que a mangaka está passando o mangá entrou em hiato desde julho de 2015, e em 01 de julho de 2018 foi oficializado o encerramento da historia.

#### Lista de Volumes
| N.º | Data de lançamento      | ISBN              |
| --- | ----------------------- | ----------------- |
| 1   | 14 de fevereiro de 2015 | 978-4-040-67361-5 |
| 2   | 23 de julho de 2015     | 978-4-040-67730-9 |

### Anime

Pôster do anime Net-juu no Susume

Uma adaptação da série de anime para televisão feita pelo estúdio Signal.MD foi anunciada pela Comico. A série começou a ser transmitida no serviço de streaming japonês GyaO em 6 de outubro de 2017 e, em seguida, começou sua transmissão de TV em 9 de outubro de 2017 na Tokyo MX e seus afiliados. A série teve 10 episódios com um OVA lançado junto com o Blu-ray Box e a Crunchyroll lançou o OVA em 15 de dezembro de 2017.
No Brasil e em Portugal a animação é transmitida simultaneamente pela Crunchyroll, e em todo o mundo, exceto os países da Ásia. Em 19 de dezembro de 2018 o anime recebeu sua dublagem para português brasileiro estreando na Crunchyroll TV na Rede Brasil, posteriormente em streaming para o site. Na dublagem em português, honofóricos como san, sama, chan entre outros é pronunciado com base na versão japonesa, como no seriado Kobayashi-san Chi no Maid Dragon. 

#### Músicas
Os temas de abertura e encerramento são respectivamente:
- Saturday Night Question (サタデー・ナイト・クエスチョン) – Megumi Nakajima

- Hikari, Hikari (ひかり、ひかり) – Yuka Aisaka

Foi lançada o CD, com a trilha sonora original do anime, composta por Conisch, em 27 de dezembro de 2017.

#### Lista de episódios
| Episódios | Episódios                                                                               | Episódios              |
| # | Título                                                                                  | Exibição               |
| --- | --------------------------------------------------------------------------------------- | ---------------------- |
| 1 | "♀ na vida real, ♂ na internet" "Riaru wa ♀, Netto wa ♂ (リアルは♀、ネットは♂)"         | 6 de outubro de 2017   |
| Morioka Moriko tem trinta anos e escolheu ser uma NEET. Ela decide encontrar felicidade no mundo online jogando um MMO como um homem, chamado Hayashi. Ele também acaba conhecendo uma menina chamada Lily com quem ficam próximos. Contudo, pelo fato dela descobrir sua identidade, resolveu manter distância da Lily a fazendo ficar triste. Kanbe depois convence Hayashi se aproximar da Lily. No mundo real Morioka foi conseguir o que comer e passa na loja de conveniência. Ela vai pedir o frango, mas outra pessoa pede junto, um jovem. O funcionário da loja tenta quebrar o gelo para as coisas não ficarem mal. Morioka loga de novo como Hayashi e presenteia Lily com um botão de rosa que ele conseguiu, Lily dá a Hayashi uma tintura que pode mudar a cor de qualquer coisa, mesmo ela tendo comprado a tintura. Ambos desejam um ao outro feliz natal. |                                                                                         |                        |
| 2 | "Nós não sabemos nada" "Watashitachi wa Nani mo Shiranai (私たちは何も知らない)"        | 13 de outubro de 2017  |
| Morioka está aproveitando sua vida online ao máximo com Lily e seus amigos. Ela começa a se sentir mal e vai comprar remédio, mas se depara com o mesmo jovem que tinha encontrado na loja de conveniências. Ele se apresenta como Sakurai Yuta e ela se encontrava no hospital onde ela é tratada. Ela depois retorna no jogo onde se depara com seus amigos. |                                                                                         |                        |
| 3 | "Você e eu, os covardes" "Okubyōmono na Kimi to Watashi (臆病者な君と私)"               | 20 de outubro de 2017  |
| Graças aos companheiros de guilda, Morioka agora está despreocupada e quer aproveitar seu tempo online ao máximo. |                                                                                         |                        |
| 4 | "Como uma donzela apaixonada" "Marude Koisuru Otome no yōna (まるで恋する乙女のような)" | 27 de outubro de 2017  |
| Morioka fica tão apaixonada pelas novas caixas em Fruits de Mer que decide gastar dinheiro atrás do maior prêmio com sua guilda. Kanbe descobre que Hayashi e Morioka são a mesma. Como Kazuomi atende na loja, ele usa o avatar de Kanbe que o faz ligar os pontos sobre Hayashi e Morioka. Koiwai se encontra com Morioka na loja de conveniências e Koiwai deduz que ele estava tendo um diálogo com uma mulher com um tom de desânimo no telefone com quem interagia. Eles depois falam seus nomes e Koiwai brinca com Morioka a chamando de "Mori Mori" por causa de seu nome e sobrenome. |                                                                                         |                        |
| 5 | "Triângulo secreto" "Himitsu Toraianguru (秘密トライアングル)"                          | 3 de novembro de 2017  |
| Hayashi pede conselhos de Lily, e pelo que Hayashi diz, Sakurai começa a se perguntar se Hayashi e Morioka são a mesma pessoa. Hayashi pede conselhos a Himeralda e Lilac de como uma pessoa deveria se apresentar. Ela começa a se arrumar para se encontrar com Koiwai, mas esta acaba se encontrando com Sakurai, que se encanta com Morioka. |                                                                                         |                        |
| 6 | "É tanta vergonha, que poderia morrer!" "Hazukashinjai masu! (恥ずか死んじゃいます！)"  | 10 de novembro de 2017 |
| Morioka vai encontrar Koiwai, mas ele estava com questões do trabalho. Ele então deixa Sakurai para ter seu encontro, esta por um lado começa a ficar envergonhada. Sakurai passa seu tempo com Morioka. Depois chega a vez de Koiwai e este age assim como Sakurai. Este passa num restaurante e os dois bebem. Por Morioka ter pouca tolerância a álcool adormece e Koiwai manda uma foto para Sakurai que faz ele deslogar da Lily. |                                                                                         |                        |
| 7 | "Mim e ti, você e eu" "Anata to ore to kimi to watashi to (あなたと俺とキミとわたしと)" | 24 de novembro de 2017 |
| Sakurai chega até onde estão Morioka e Koiwai, mas ele fala que tudo não passou de uma brincadeira, fazendo Koiwai a ter noção dos sentimentos de Sakurai por Morioka. Sakurai, agora com certeza acredita que Morioka é Hayashi começa a hesitar para jogar com Hayashi. Para jogar online com Koiwai, Morioka cria uma personagem chamada Molly. Depois de criar seu avatar, esta se depara com uma mulher alta e musculosa chamada Harumi, tudo leva crer que é o avatar criado por Koiwai. Sakurai se depara com um avatar em familiar, que faz lembrar dos dias em que ele jogava com Yūki, um jogo RPG com personagens SD. |                                                                                         |                        |
| 8 | "Um passo à frente" "Ippo mae e fumidashi ta (一歩前へ踏み出した)"                      | 24 de novembro de 2020 |
| Sakurai lembra dos dias de como era comumente até depois chegar a logar num jogo RPG com personagens formatos SD e lá ele conhece um NPC chamada Yūki. Ela era muito animada, tinha grande disposição e levantar todo tipo de astral, como era no caso de Sakurai, que usava o avatar de Hearts. Contudo, Yūki tem ficado ausente, então Sakurai loga no jogo Fruits de Mer usando seu antigo personagem Hearts. Este depois se encontra com o grupo. Molly pergunta a Hearts como lê ou pronuncia seu nome, ele explica que seu personagem é com base ao jogo RPG onde os personagens aparecem como formato SD. Morioka sente voltar àqueles dias de quando tinha logado quando era Yūki e quando tinha interagido com Hearts, avatar anterior do Sakurai. Morioka e Sakurai tem um diálogo por telefone, apenas Sakurai descobre de qual personagem Morioka loga. Quando Sakurai ia falar que ele era a Lily, seu celular fica sem bateria. Eles depois se reencontram e tem aquele mesmo papo que tiveram no celular, quando Sakurai fala que ele é a Lily, Morioka se espanta. |                                                                                         |                        |
| 9 | " Essa sensação é "marble"" "Sono kimochi māburu (その気持ちマーブル)"                  | 1 de dezembro de 2017  |
| Mesmo surpresa de ouvir a verdade de Sakurai, Morioka continua ansiosa para jogar com Lily. Contudo ela tem ficado sumida assim como Sakurai. Koiwai arma um encontro para Sakurai e Morioka, mas estes depois ficam surpresos ao se reunir num lugar ao qual Koiwai marcou. Morioka sente fome e estes vão a uma loja de conveniência, mas a funcionária brinca com os dois que Morioka sai correndo de lá e Sakurai tenta alcançá-la. Começa a chover e os dois vão na casa do Sakurai. Sakurai depois fala para Morioka usar o banheiro, levando ao início do episódio em que Morioka é vista tomando banho na casa de Sakurai. |                                                                                         |                        |
| 10 | "Em uma noite enluarada" "Tsukiyo no ban ni (月夜の晩に)"                               | 8 de dezembro de 2017  |
| Morioka sai correndo depois de se sentir magoada na loja de conveniencia e Sakurai a convida para ir até sua casa, para se proteger da chuva. Os dois tentam, aos poucos, se aproximar e demonstrar os sentimentos que guardam consigo. Apesar das falhas que Morioka possui, Sakurai ri de Morioka, este tinha uma vida monótona e pode se divertir interagindo com Morioka. Eles depois logam como Hayashi e Lily e estes já se tornam ainda mais próximos. Eles depois marcam um encontro na vida real. Morioka se depara com Koiwai e diz que não tinha intenção em envolver. Sakurai chega onde lá vê os dois. Koiwai deixa os dois e faz uma piada com os dois antes de ir embora. Morioka e Sakurai vâo ao cinema e Morioka tropeça em cima do Sakurai. Morioka e Sakurai caminham de mãos dadas, mas estes estão corados. Na vitrine aparecem Hayashi e Lily, avatares de Morioka e Sakurai. |                                                                                         |                        |
| OVA (11) | "Recomendação de uma incrível vida real" "Riajū no susume (リア充のススメ)"             | 15 de dezembro de 2017 |
| O computador de Morioka dá problemas e não sai da tela MS Dos, Sakurai propõe comprar um computador que atenda Morioka. Depois de conseguir o computador, Sakurai passa o seus dados de seu notebook para Morioka e este interagem no jogo. Na parte II Morioka entra no jogo Fruits de Mer sem logar como Hayashi. Hayashi e Lily se encontram com Morioka e estes falam que devem salvar a princesa do Boss final. Eles vão a uma taverna e se deparam com o funcionário de lá (Fujimoto). Eles entram e conseguem armas e também um conjunto com peças íntimas que derrotaria o Boss de lá. Morioka se recusa a adquirir tal item e vai embora junto com Hayashi e Lily e o funcionário vai junto com eles. Depois de entrar no castelo e enfrentar obstáculos de lá, estes tem de enfrentar o Boss final (Koiwai) para salvar a princesa (Sakurai). Morioka fica encurralada em que tem de usar o tal item que ela não queria adquirir, mas Sakurai toma a dianteira e põe o tal item. Depois de lidar com o tal Boss, Sakurai depois é sujeito a uma maldição, ao colocar o tal item morreria. Eles depois acabam acordando assustados Morioka e Sakurai como se estes tivessem o mesmo sonho. |                                                                                         |                        |
| OVA (12) | "Episódio AR – Bastidores: ♀ na vida real, ♂ na internet"                               | 22 de dezembro de 2017 |
| Uma releitura do primeiro episódio. |                                                                                         |                        |

### Mangá
- Net-juu no Susume (mangá) na enciclopédia do Anime News Network (em inglês)

### Anime
- Site oficial do anime (em japonês)
- Net-juu no Susume (anime) na enciclopédia do Anime News Network (em inglês)

Streaming
- «Recovery of an MMO Junkie». na Crunchyroll
- «Recovery of an MMO Junkie». na Funimation